# چانگ‌شی

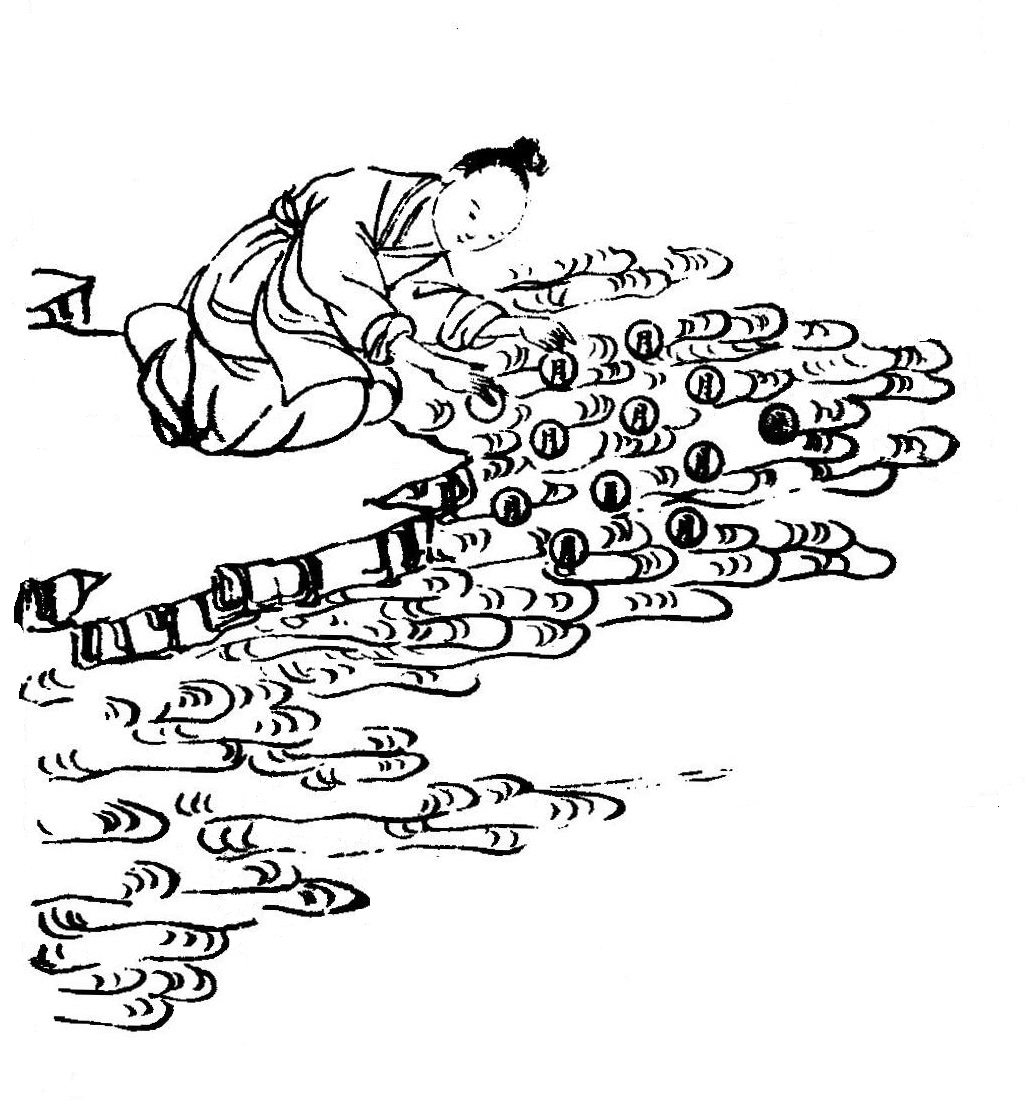
چانگ‌شی

چانگ‌شی (به چینی: 常羲) (نفس دایمی)، در اساطیر چین کهن‌ترین ایزدبانوی مرتبط با ماه است. او دوازده ماه را به دنیا آورد، هر یک برای یک ماه، در حالی که خود او در برهوت غرب می‌زیست. چانگ‌شی از فرزندان خود مراقبت می‌کرد و آن‌ها را هر شب بعد از سفرشان در پهنهٔ آسمان می‌شست. محققین چینی برخی مواقع او را با دیگر ایزدبانوی مربوط با ماه، چانگ ای برابر می‌دانند. او همچنین یکی از همسران ایزد خاور، دی جون به‌شمار می‌رود.